# واپون (ویسکانسین)
واپون، ویسکانسین  (به انگلیسی: Waupun) شهری در شهرستان دوج فوند دو لاک ایالت ویسکانسین است که در سال ۱۸۷۸ بنیان‌گذاری شده‌است. این شهر طبق سرشماری سال ۲۰۱۰ میلادی ۱۱٬۳۴۰ نفر جمعیت داشته‌است.

## نگارخانه

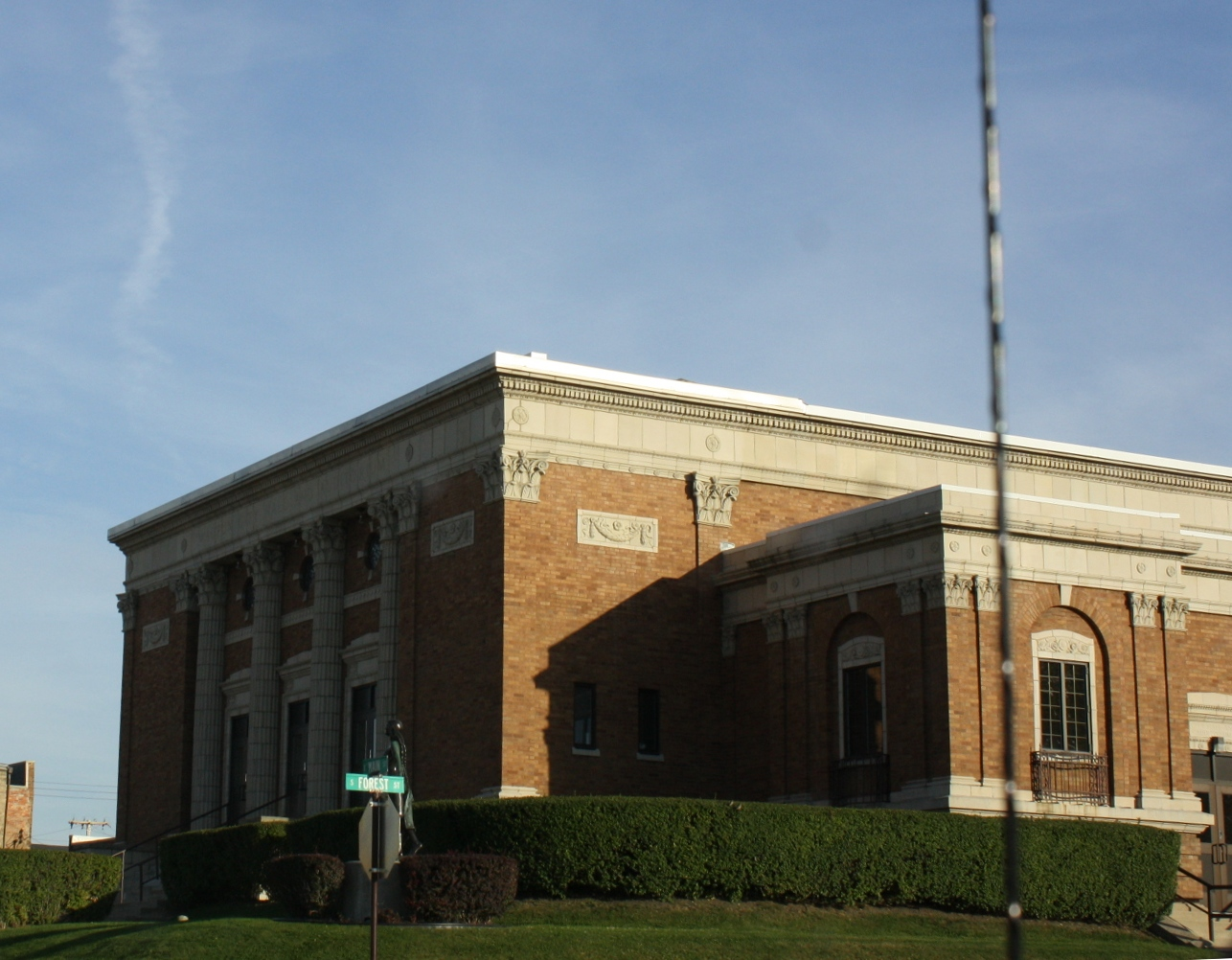
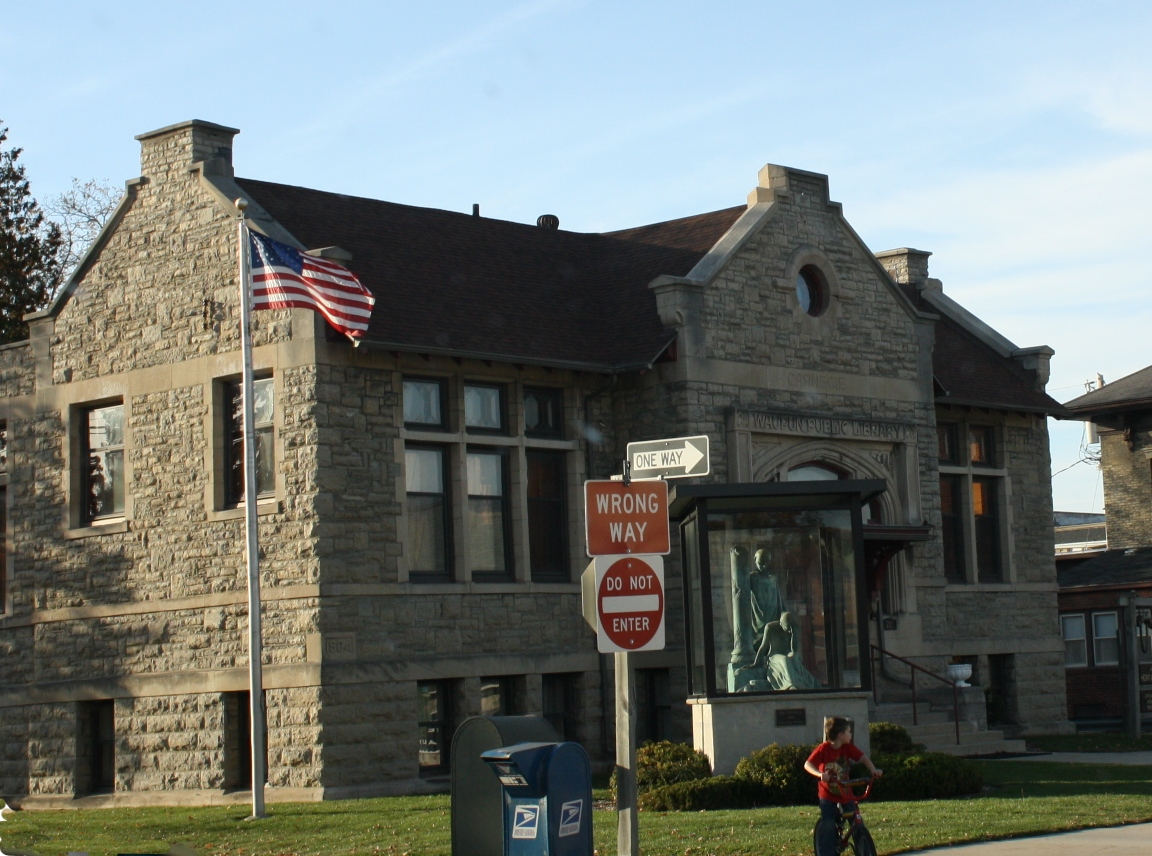
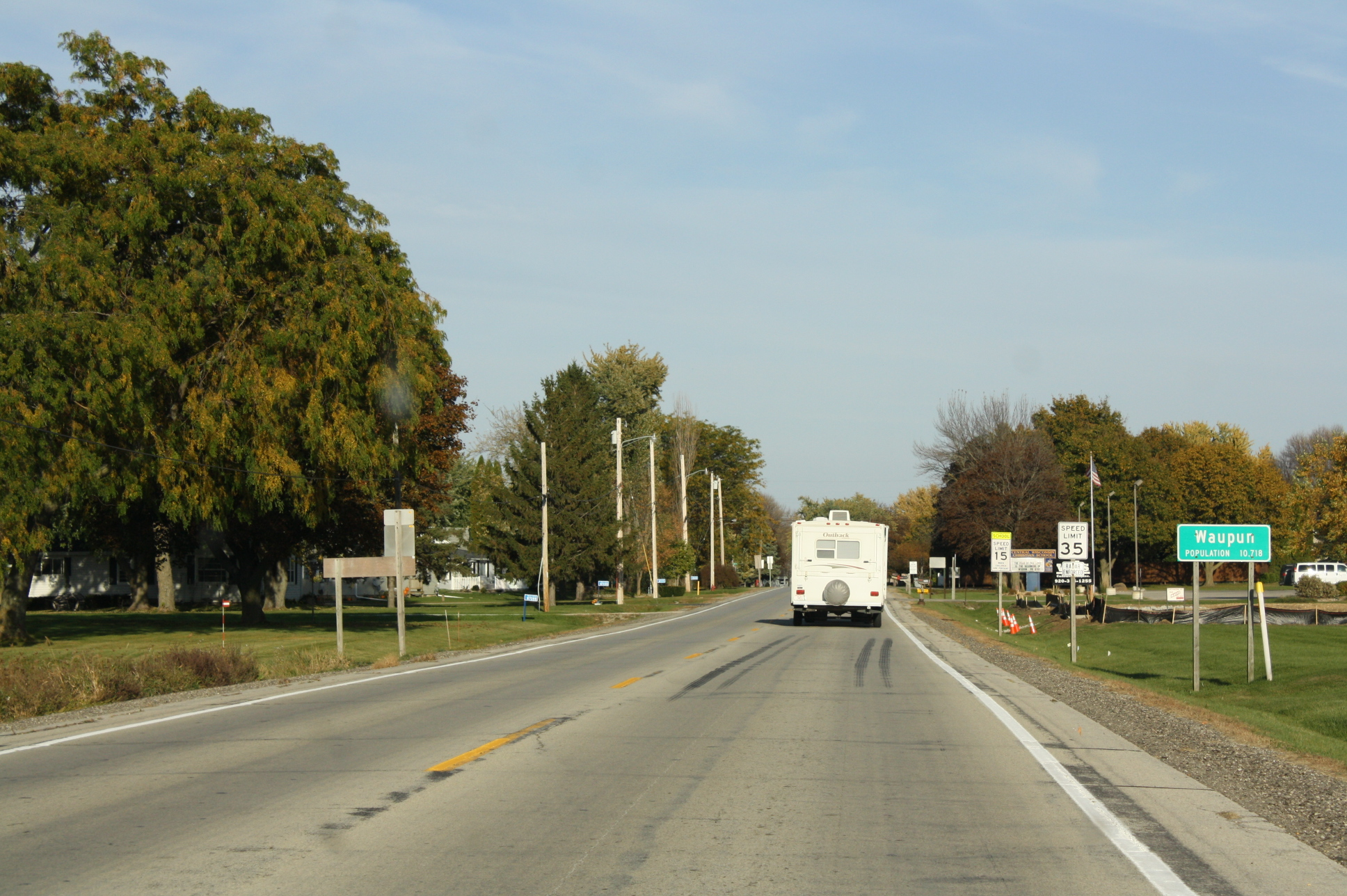
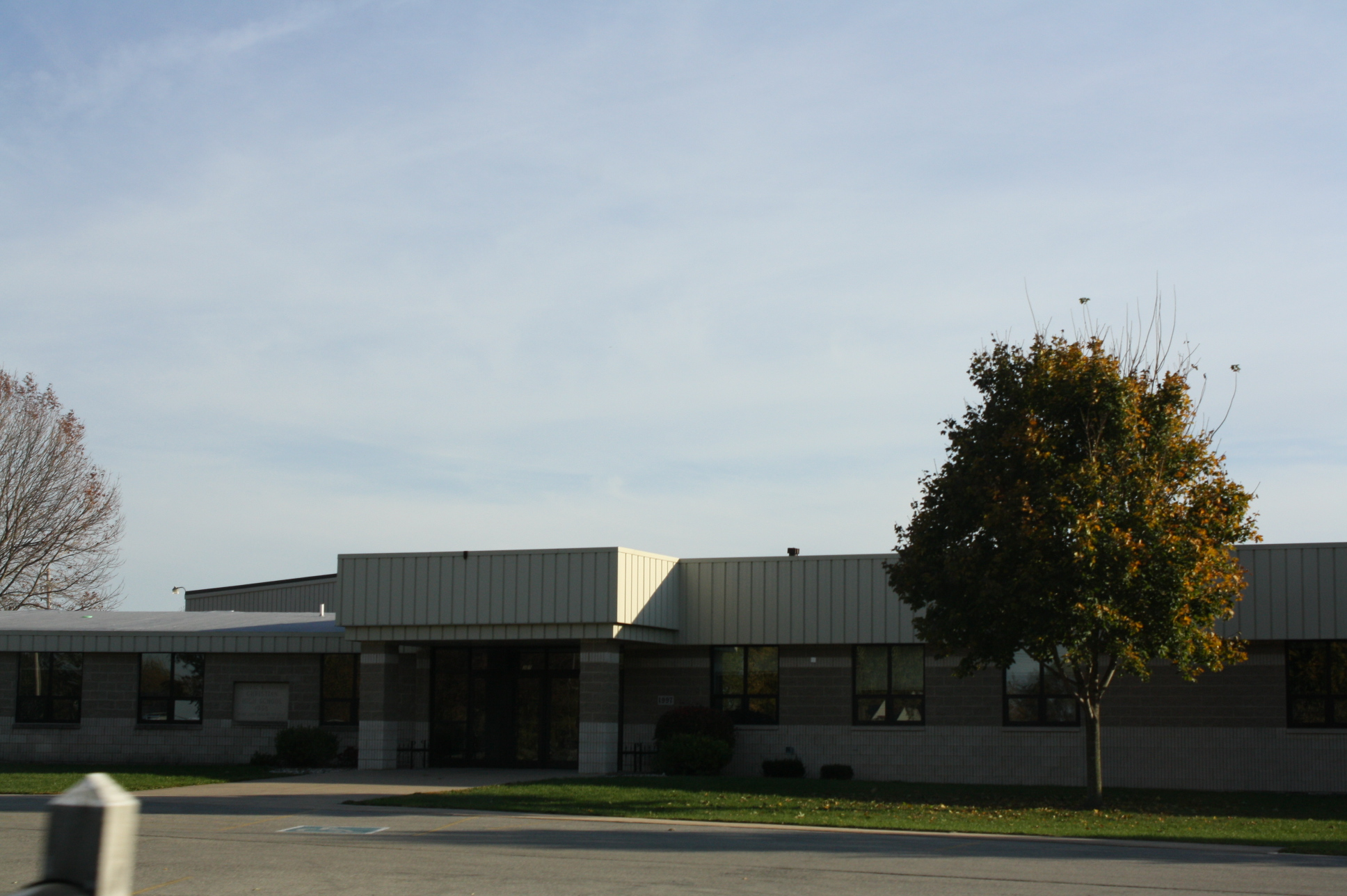